# Madden NFL 09
Madden NFL 09 è un videogioco sportivo sviluppato e pubblicato dall'Electronic Arts nel 2008 per le principali piattaforme di gioco. Il gioco fa parte della serie Madden NFL.